# Rheinfelden (Baden)
Rheinfelden (Baden) är en stad i Landkreis Lörrach i regionen Schwarzwald-Baar-Heuberg i Regierungsbezirk Freiburg i förbundslandet Baden-Württemberg i Tyskland.
Staden ingår i kommunalförbundet Rheinfelden (Baden) tillsammans med kommunen Schwörstadt.